# 前障
前障（ぜんしょう、claustrum）は哺乳類の脳の中の一領域。外包と最外包の間に位置する灰白質である。大脳皮質の広範な領野との間に回帰的（reciprocal）な結合を持つ。大脳基底核の一部に数えられないこともあるが、現在では機能的には関わりは薄いと考えられている。
フランシス・クリックが晩年に、意識に相関した脳活動（意識的知覚を引き起こす最小の神経活動）を研究していく中で、前障が意識現象の最も重要な構成要素であるという考えを示した。なお一般にはまだあまり支持されているとはいえない。